# MusicMan StingRay
MusicMan StingRay – pierwsza gitara basowa firmy MusicMan, powstała dzięki współpracy Forresta White'a, Toma Walkera i Leo Fendera. Model ten zrewolucjonizował rynek muzyczny, wnosząc do niego zupełnie nowe brzmienie, którego szeroki zakres regulacji sprawił, że bas MusicMana dorobił się opinii jednego z najbardziej wszechstronnych instrumentów.

## Historia
W roku 1971 Leo Fender, zawiedziony na sposobie zarządzania jego byłą firmą przez korporację CBS, rozpoczął współpracę z Forrestem White'em oraz Tomem Walkerem w celu utworzenia konkurencyjnej marki, która otrzymała nazwę "MusicMan". Owocem ich kooperacji stał się instrument StingRay – gitara basowa, zaprezentowana w 1976 roku. Była odrobinę cięższa od Precision Bassu, a przetwornik typu soapbar umieszczony przy mostku korzystał z aktywnego przedwzmacniacza – był to pierwszy, seryjnie produkowany bas o aktywnej elektronice. Zarówno innowacyjna kontrola regulacji brzmienia, jak i szyjka o "satynowym" wykończeniu umożliwiającym szybkie przejścia z jednego końca podstrunnicy do drugiego szybko zadecydowała o sukcesie StingRaya. W późniejszym okresie produkcji pojawił się pięciostrunowy model, znany jako "StingRay 5", który – oprócz trójpasmowego equalizera – posiadał trójpozycyjny przełącznik kombinacji cewek. W roku 2000 powstała budżetowa wersja modelu StingRay – SUB – posiadająca matowe wykończenie, jasną płytkę ochronną oraz główkę w kolorze czarnym. Wszystkie instrumenty z tej serii posiadały również dwupasmową korekcję starego typu. Produkcję modelu SUB wycofano w 2007 roku z powodu zbyt wysokich kosztów produkcji.

## Szczegóły techniczne
W początkowych latach produkcji MusicMan wyposażony był w aktywną elektronikę dwupasmową, regulującą niskie (bass) oraz wysokie (treble) częstotliwości generowane przez przetwornik typu soapbar; posiadał również mostek z gąbkami wytłumiającymi struny. Po przejęciu firmy przez Erniego Balla bas zyskał dodatkowe pokrętło odpowiedzialne za środkowe pasmo (middle) i tradycyjny mostek. Idąc za sukcesem modelu Bongo, w 2005 roku MusicMan wypuścił na rynek edycję specjalną StingRaya, znaną jako HS lub HH. Charakteryzowała się dodatkowym przetwornikiem umieszczonym bliżej gryfu i pięciopozycyjnym przełącznikiem, odpowiedzialnym za wybór przystawek oraz rozłączanie cewek, co stwarzało jeszcze większe możliwości kreowania brzmienia. Konstrukcja czterostrunowych basów MusicMana, pomimo że jej jakość stała na wysokim poziomie, nie była wolna od wad. Jedną z nich jest różnica głośności strun E, A, D od struny G, która cierpiała na zniżony poziom głośności. Usterki tej nie zaobserwowano jednak w pięciostrunowych modelach StingRaya.

## Artyści
MusicMan StingRay ceniony jest głównie ze względu na potęgę oraz dynamikę brzmienia, które znajduje swe zastosowanie w grupach preferujących gatunek rock/funk i czyni je idealnym w technice slappingu. Dlatego instrument ten stał się obiektem pożądania wielu muzyków poszukujących nowoczesnego brzmienia. Znanym użytkownikiem tego basu jest Flea (Red Hot Chili Peppers), który używał czterostrunowego modelu StingRay we wczesnych nagraniach zespołu. Cliff Williams (AC/DC) zwykle grał na basie MusicMana, podobnie jak Tim Commerford (Rage Against The Machine), zanim zamienił go na Fendera Jazz Bass. Pozostali znani artyści używający modelu StingRay to Rick Wills (Foreigner), Bernard Edwards (Chic), John Taylor (Duran Duran), Shavo Odadjian (System of a Down), Johnny Christ (Avenged Sevenfold), Mike Kroeger (Nickelback), oraz Tony Levin, dla którego firma specjalnie wykonała wersję o trzech strunach.